# استان جایمی زودانز
استان جایمی زودانز (به اسپانیایی: Provincia de Jaime Zudáñez) یکی از استان‌های بولیوی در بولیوی است که در شهرستان چوکیساکا واقع شده‌است.